# غاريقون ثعلبي
غاريقون ثعلبي (الاسم العلمي: Agaricus alopochrous ) هو نوع الفطريات يتبع جنس الغاريقون من الفصيلة الغاريقونية.